# 부산신학교
부산신학교는 부산에 있던 학력인정 각종학교였다. 경성대학교로 통합되었다. 이후 교회의 갈등으로 부산신학교가 원래 속했던 교단에서 새로 미인가 부산신학교를 열고, 원래 부산신학교의 후신이라고 주장하고 있다.